# Ratata (musikgrupp)
För andra betydelser, se Ratata.
Ratata var en svensk popgrupp, aktiv under 1980-talet. Den bildades av Mauro Scocco, Heinz Liljedahl, Anders Skog och Johan Kling 1980 och de var tidiga med att låta synthesizer vara framträdande som musikinstrument. Från 1983 var Ratata en duo bestående av Scocco och Johan Ekelund.

## Namnet
Bandet är namne med seriefiguren Lucky Lukes hund, och det finns en svensk filmkomedi som heter Ratataa, men ingen av dessa har påverkat namnet. Det valdes, enligt Mauro Scocco, för att det illustrerar kulspruteljud; "ett namn som har en direkt kvalitet, kort och enkelt, samtidigt som det är lite irriterande."

## Biografi
Ratata grundades 1980, medlemmarna lärde känna varandra på Beckmans reklamskola där Anders Skog börjat studera och Mauro Scocco senare blev antagen, med Ratatas första skivomslag som arbetsprov, och läste ett år. Musikaliska förebilder var Kraftwerk, Yellow Magic Orchestra, Roxy Music, David Bowie och Abba. En förebild var även Täby-bandet P3 som Johan Ekelund spelade i.
Gruppen fick skivkontrakt med Stranded Rekords och började spela in första skivan under sommaren 1981. Musiktidningen Schlager levererade inspelade kassetter med tidningen av kända och okända band och Stranded Rekords erbjöd låten Ett + ett av Ratata, som lades på Schlagers sommarkassett 1981 och blev bandets första utgivna låt. Låten har senare även givits ut på samlingsskivan "Guld" från 1987.
Första singeln inför debutalbumet blev För varje dag och i september 1981 gick den upp på andra plats på singellistan.
Singeln finns med på debutalbumet Ratata, som även innehåller Ögon av is som blev andra singeln. Den tredje singeln innehåller Doktor Kärlek på A-sidan och Tex Willer på B-sidan, båda låtar som var med på den första demo-inspelningen. På albumet blandade gruppen influenser från syntpop och disco med pastischer på 1960-talets schlagermusik.
Ratata paketerade sin musik som en helhet. Det var inte bara musiken utan även formgivningen av skivkonvolutet, där även papperet valdes med omsorg. Det ökade kostnaden och ifrågasattes av skivbolaget, men medlemmarna stod på sig och menade att om de var intresserade var säkert även deras publik det. Formspråket hämtades från reklamvärlden och modeindustrin vilket ansågs kontroversiellt men som också gjorde sig väl i media. Anders Skog tog fram en logotyp kallad "foten", bestående av en långsmal rektangel och en långsmal triangel, där triangeln utgjorde foten och rektangeln underbenet. Logotypen fanns på skivomslagen och på samlingsalbumet Guld från 1987 i form av två guldtackor. Influenserna var en engelsk estetik med Peter Saville, Bryan Ferry och David Bowie som inspiratörer, men de var också tydliga med att de gillade Abba. Musikbranschen i allmänhet, och Stranded Rekords distribution i synnerhet, var genomsyrad av proggrörelsen och det sågs med misstänksamhet på Ratata och deras vurm för kommersiell musik och deras städade yttre.
Stranded Rekords började samarbeta med Polar Music under 1981 och köptes sedermera upp av bolaget. Det gjorde att Ratata backades av ett större bolag och andra albumet Jackie, spelades in på skivstudion Air i London, samtidigt som bland andra Bryan Ferry spelade in i studion. Två av de ursprungliga medlemmarna hade då lämnat bandet, men Anders Skog var med och Johan Ekelund medverkade som gästmusiker.
Ratatas livepremiär i TV skedde i musikprogrammet Casablanca tidigt 1983. Mauro Scocco hade då erbjudit Johan Ekelund plats i Ratata medan Anders Skog lämnat gruppen. Övriga musiker bestod av vänner för att fylla upp studioscenen. I Casablanca spelades Prinsessa på vift och Natt efter natt. Senare samma år gjorde Ratata sin första turné med ett band utökat med Tom Wolgers och Christer Hellman från Lustans Lakejer samt ursprungsmedlemmen Heinz Liljedahl.
Som duo ändrade Scocco och Ekelund musikalisk inriktning med Bruce Springsteen och Jackson Browne som nya ledstjärnor och ett perfektionistiskt studioarbete influerat av Scritti Politti. Man spelade in Så länge vi har varann tillsammans med Anni-Frid Lyngstad, Se dig inte om och Glad att det är över. Med sina välproducerade poplåtar blev de ett av 1980-talets mest framgångsrika svenska band.
De vann rockbjörnar åren 1984 och 1988. År 1988 var de även nominerade för den återetablerade Grammis och var övertygade om vinst, men de blev slagna av Eldkvarn. På sommaren 1989 var de med i Eldkvarns projekt Cirkus Broadway. Samma år släppte Mauro Scocco sitt första soloalbum, vilket överraskade både skivbolag och Johan Ekelund. Efter Mauro Scoccos solodebut spelade bandet in skivan Människor under molnen och genomförde en framgångsrik turné som fick goda recensioner. Mauro Scocco och Johan Ekelund fortsatte att samarbeta tillsammans, i det gemensamma skivbolaget Diesel Records och som producenter och låtskrivare, men de gjorde ingenting under namnet Ratata. De gjorde sedan en tillfällig comeback som Ratata 2002 med singeln Honung och en samlingsskiva kallad Kollektion Plus. Den gjordes i en begränsad upplaga på 1600 exemplar och senare kom den egentliga samlingsskivan Kollektion.

## Medlemmar
- Mauro Scocco (1980–1989, 2002)
- Johan Ekelund (1983-1989, 2002)
- Heinz Liljedahl (1980–1982)
- Anders Skog (1980–1983)
- Johan Kling (1980–1982)

## Diskografi

### Singlar
- 1981 – För varje dag / Romantic (Non mi ami piu)
- 1982 – Ögon av is / Liv utan spänning
- 1982 – Doktor kärlek (Medicus Amor) / Tex Willer (Drunken Driver)
- 1982 – TV-apparat / Från filmen med samma namn
- 1982 – En timmes panik / Jackie
- 1982 – Jackie / Prinsessa på vift
- 1983 – Något jag måste säga / Är det så här (du vill ha mig)?
- 1983 – Soulboy / Guld
- 1984 – Någonting / Vild
- 1984 – Jackie / Soulboy (engelska versioner)
- 1984 – Jag behöver dig / Hommage á Lunding
- 1985 – Ge inte upp / Försent
- 1984 – I dina ögon / Jag ger mig
- 1986 – Ingenstans att gå / Jackie (L.A. Version)
- 1986 – Se dig inte om / Can't Get Away
- 1987 – Så länge vi har varann (med Anni-Frid Lyngstad) / Du finns hos mig
- 1987 – Om du var här / As Long As I Have You
- 1989 – Glad att det är över
- 1989 – Himlen
- 1990 – Människor som hör ihop
- 2002 – Honung

### Studioalbum
- 1982 – Ratata
- 1982 – Jackie
- 1983 – Äventyr
- 1984 – Paradis
- 1985 – Sent i september
- 1987 – Mellan dröm och verklighet
- 1989 – Människor under molnen

### Samlingsalbum
- 1987 – Guld
- 2002 – Kollektion
- 2002 – Kollektion Plus (specialutgåva som trycktes i begränsad upplaga om 1600 exemplar)